# قلقوليات
القلقوليات أو حفار الأرض أو خنافس الروث أو فصيلة جيوتروبيدي  (الاسم العلمي: Geotrupidae)، فصيلة حشرات من غمديات الأجنحة. تضم 600 نوع ضمن حوالي 30 جنسًا في فُصيلاتان.